# A New Kind of Army
Albums de Anti-Flag
Their System Doesn't Work for You
(1998) Underground Network
(2001)
A New Kind of Army est un album du groupe de punk rock Anti-Flag, sorti le 25 mai 1999 sur Go Kart Records et le 19 octobre 2004 sur A-F Records. A New Kind of Army est un des albums d'Anti-Flag les plus variés, depuis l'amusement enfantin de Captain Anarchy aux rythme ska de That's Youth en passant par la chanson engagée calme The Consumer's Song et la satirique This Is Not a Crass Song. C'est aussi le seul album dans lequel Justin Sane est le seul chanteur principal. Dans tous les autres albums, au moins une chanson est chantée par Andy Flag ou Chris #2.

## Liste des Pistes
| A New Kind of Army | A New Kind of Army       | A New Kind of Army | A New Kind of Army | A New Kind of Army | A New Kind of Army | A New Kind of Army | A New Kind of Army | A New Kind of Army | A New Kind of Army |
| No                 | Titre                    | Durée              |                    |                    |                    |                    |                    |                    |                    |
| ------------------ | ------------------------ | ------------------ | ------------------ | ------------------ | ------------------ | ------------------ | ------------------ | ------------------ | ------------------ |
| 1.                 | Tearing Everyone Down    | 2:57               |                    |                    |                    |                    |                    |                    |                    |
| 2.                 | Captain Anarchy          | 2:34               |                    |                    |                    |                    |                    |                    |                    |
| 3.                 | A New Kind of Army       | 3:41               |                    |                    |                    |                    |                    |                    |                    |
| 4.                 | That's Youth             | 3:16               |                    |                    |                    |                    |                    |                    |                    |
| 5.                 | No Apology               | 2:16               |                    |                    |                    |                    |                    |                    |                    |
| 6.                 | Got the Numbers          | 3:16               |                    |                    |                    |                    |                    |                    |                    |
| 7.                 | No Difference            | 3:59               |                    |                    |                    |                    |                    |                    |                    |
| 8.                 | I Don't Believe          | 2:31               |                    |                    |                    |                    |                    |                    |                    |
| 9.                 | Right On                 | 1:25               |                    |                    |                    |                    |                    |                    |                    |
| 10.                | What You Don't Know      | 2:44               |                    |                    |                    |                    |                    |                    |                    |
| 11.                | Free Nation?             | 2:42               |                    |                    |                    |                    |                    |                    |                    |
| 12.                | Too Late                 | 2:50               |                    |                    |                    |                    |                    |                    |                    |
| 13.                | Police Story             | 3:37               |                    |                    |                    |                    |                    |                    |                    |
| 14.                | The Consumer's Song      | 2:08               |                    |                    |                    |                    |                    |                    |                    |
| 15.                | This Is NOT a Crass Song | 5:55               |                    |                    |                    |                    |                    |                    |                    |
| 38:22              |                          |                    |                    |                    |                    |                    |                    |                    |                    |

## Membres du groupe
- Justin Sane - Guitare, chant
- Chris #2 – Guitare basse, chœurs
- Chris Head – Guitare rythmique, chœurs
- Pat Thetic – Batterie, percussion